# SC Bastia

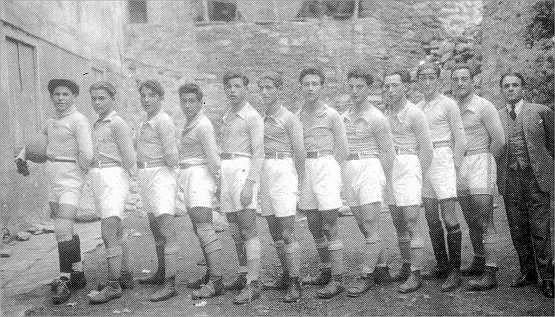
SC Bastia, 1905

Sporting Club de Bastia är en fransk fotbollsklubb från staden Bastia på Korsika. Laget spelar sina hemmamatcher på Stadion Armand Cesari Furiani som har plats för 10 130 åskådare. Lagets största internationella merit är när de förlorade finalen i Uefacupen 1978 mot PSV Eindhoven, något som dokumenterades av den franska filmaren Jacques Tati i filmen Forza Bastia.
Säsongen 2004/05 blev laget nedflyttade till Ligue 2 efter att ha kommit på näst sist i Ligue 1. 2005/06 kom laget 6:a i Ligue 2.
I slutet av 2016-2017-säsongen klarade klubben sist i Ligue 1 och hänvisades till Ligue 2. Men på grund av ekonomiska problem förstörs korsikarna först till National 1, tredje divisionen, innan de lämnas in för konkurs och återvänder till National 3, den femte divisionen.

## Meriter
- Ligue 2:
  - Mästare (2): 1967–1968, 2011–2012
- Championnat National:
  - Vinst (1): 2010–2011
- Coupe de France:
  - Vinst (1): 1981
- Trophée des Champions:
  - Vinst (1): 1972
- Corsica Championship:
  - Vinst (17): 1922, 1927, 1928, 1929, 1930, 1931, 1932, 1935, 1936, 1942, 1943, 1946, 1947, 1949, 1959, 1962, 1963
- Intertotocupen:
  - Mästare (1): 1997